# Jonas Gustavsson
Jonas Gustavsson (Danderyd, 24 ottobre 1984) è un hockeista su ghiaccio svedese.

## Palmarès

### Olimpiadi invernali
- 1 medaglia:
  - 1 argento (Sochi 2014)

### Mondiali
- 2 medaglie:
  - 2 bronzi (Svizzera 2009; Germania 2010)